# Socialistische Partij (Zuid-Korea)
De Socialistische Partij was een linkse politieke partij in Zuid-Korea, opgericht in 1998. De partij pleitte voor een ideologie van socialisme, sociale republiek, vrede en milieuactivisme. De partij is op 4 maart 2012 opgegaan in de Nieuwe Progressieve Partij.